# Kåfjords kommun
Kåfjords kommun (norska: Kåfjord kommune, nordsamiska: Gáivuona suohkan, kvänska: Kaivuonon komuuni) är en trespråkig kommun i Troms fylke i norra Norge, belägen runt den östra armen av Lyngenfjorden.
Kåfjords kommun gränsar i nord och öst mot Nordreisa kommun, i söder mot Storfjords kommun, och i väst mot Lyngens kommun. Kåfjord har i sydost gräns mot Enontekis kommun i Finland. Kåfjord är en fjordarm av Lyngenfjorden. 
Kommunen har tre större orter: Manndalen, Birtavarre (Kåfjordbotn) och centralorten Olderdalen. 
En stor andel av kommunens invånare är av antingen nordsamisk eller kvänsk härstamning. Kåfjords kommun ingår i Förvaltningsområdet för samiska språk. I april 2016 fick Kåfjords kommun en ansökan godkänd om kvänskt kommunnamn av statsrådet. Därmed är kommunen officiellt trespråkig.
Kulturfestivalen Riddu Riđđu arrangeras årligen sedan 1991 i Kåfjord.

## Administrativ historik
Kåfjords kommun bildades 1929 genom en delning av Lyngens kommun. 1992 överfördes ett område med 38 invånare i Nordnes blev överfört från Lyngen. 1994 fick kommunens officiellt också ett samiskt namn: Gáivuotna. Senare tillkom också Kaivuono som ett kvänskt namn.

## Tätorter
I Kåfjords kommun finns två tätorter:
- Birtavarre (Kåfjordbotn)
- Olderdalen (centralort)